# Carl Caspary
Carl Caspary (* 21. August 1898 in Illingen (Saar); † 18. Februar 1977 in Saarbrücken) war ein deutscher SA-Führer, zuletzt im Rang eines Gruppenführers.

## Leben
Caspary war der Sohn eines Apothekers. Er besuchte das Realgymnasium in Völklingen. Noch vor dem Abschluss seiner Schullaufbahn nahm er ab 1915 als Freiwilliger am Ersten Weltkrieg teil, zunächst mit dem 8. Rheinischen Infanterie-Regiment Nr. 70. Er war sowohl an der Ost- als auch an der Westfront eingesetzt und wechselte später von der Infanterie zu den Luftstreitkräften. Caspary erlitt mehrfach Kriegsverletzungen und trug kriegsbedingt an seiner linken Hand eine bleibende Schädigung davon. Mit beiden Klassen des Eisernen Kreuzes sowie mit dem Verwundetenabzeichen in Silber ausgezeichnet, wurde er nach Kriegsende als Leutnant aus der Armee entlassen und konnte sein Abitur nachholen. Von 1919 bis 1920 gehörte er dem Freikorps „Lumspange“ in Berlin an.
Unmittelbar nach der Freikorpszeit absolvierte er bis 1924 an den Universitäten München und Erlangen ein Studium: Nach den Angaben bei Lilla studierte er Medizin und promovierte zum Dr. med. Nach Campbell studierte er Nationalökonomie und promovierte 1924 mit der Dissertation „Die Armenbeschäftigungsanstalt d. Stadt Nürnberg“. Möglicherweise absolvierte er auch beide Studiengänge parallel. Nach Studienabschluss war er zunächst im vorbereitenden Verwaltungsdienst im Reichsministerium der Finanzen tätig und danach beim Unternehmen Didier in Berlin beschäftigt.
Caspary wurde bereits während seiner Studienzeit 1921 in Erlangen Mitglied der NSDAP (Mitgliedsnummer 21.538) und begann sich zeitgleich in der SA zu engagieren. Nachdem Caspary 1929 im Zuge der Weltwirtschaftskrise entlassen worden war, begann er sich wieder nationalsozialistisch zu betätigen. Er trat daraufhin der NSDAP im Januar 1930 erneut bei (Mitgliedsnummer 180.713) und wurde auch wieder für die SA aktiv. Durch Gauleiter Josef Bürckel wurde Caspary Ende 1931 hauptamtlich für die SA tätig und wurde zunächst zu Befriedung der zerstrittenen Ortsgruppe nach Pirmasens gesandt sowie mit der stellvertretenden Leitung der SA-Untergruppe Pfalz-Saar betraut.
Nach der Machtübergabe an die Nationalsozialisten wurde er Mitte März 1933 Sonderbeauftragter der Obersten SA-Führung beim Bezirksamt Pirmasens, wo er sogleich die vorläufige Sperrung der Bankkonten „sämtlicher in Pirmasens lebender Ostjuden“ veranlasste, und zusätzlich ab Anfang Januar 1934 auch beim Bezirksamt Zweibrücken. Im Rang eines Standartenführers leitete er von Anfang Oktober 1933 bis April 1935 in Pirmasens die SA-Standarte 5. Nach der Vereinigung des Saargebiets mit dem Deutschen Reich wurde Caspary im April 1935 mit der Neuorganisation der SA im Saarland betraut und leitete ab November 1935 als SA-Brigadeführer die SA-Brigade 151 in Saarbrücken. Nach dem Anschluss Österreichs an das Deutsche Reich leitete er ab Frühjahr 1938 die neu geschaffene SA-Reichsführerschule in Wien. Caspary wurde im April 1938 zur Ergänzungswahl für den Reichstag vorgeschlagen, wurde jedoch nicht in den nationalsozialistischen Reichstag gewählt.
Nach Beginn des Zweiten Weltkrieges leistete er als Fernaufklärer bei der Luftwaffe Kriegsdienst und schied Anfang 1942 als Major aus der Wehrmacht aus. Unmittelbar nach seiner Ernennung zum SA-Gruppenführer leitete er ab Anfang Februar 1942 die SA-Gruppe Kurpfalz bis 1945. In der Kriegsendphase war er mit dem Aufbau und der Organisation der Flak sowie von Volkssturmeinheiten befasst.
Gegen Kriegsende hielt er sich in Schliersee auf und geriet später in alliierte Kriegsgefangenschaft.